# Мати Тереза
Свята ма́ти Тере́за, M.C. (ім'я при народженні Аньє́за (Аґне́с) Ґо́ндже Бояджі́у, алб. Anjezë Gonxhe Bojaxhiu, [aˈɲɛz ˈɡɔɲdʒe bɔjaˈdʒiu]; 26 серпня 1910, Скоп'є — 5 вересня 1997, Колката) — католицька черниця, лауреатка Нобелівської премії миру за 1979 рік. Впродовж понад сорока років вона  допомагала сиротам, хворим та жебракам у місті Колката в Індії. 
Зростаючи під керівництвом матері Терези, доброчинні місії поширили свою діяльність на інші країни. Частково її слава завдячує документальному фільму й книзі Малькольма Маґґеріджа «Щось прекрасне для Бога» (англ. Something Beautiful for God). Після смерті мати Тереза була канонізована як Свята Тереза з Калькутти.

## Біографія
Аґнеса народилася у Північній Македонії. Вона була наймолодшою дитиною в албанській родині за походженнями із Шкодера. Батько дівчинки, борець за Албанське визволення, помер, коли їй було 8 років. Мати виховала Аґнесу в католицькому дусі, за свідченнями біографів, дівчинку змалку захоплювали розповіді про місіонерів. У 12 років вона вирішила присвятити своє життя релігії. У 18 років, після закінчення сербської гімназії, вона поїхала до Ірландії, де стала монахинею. Аґнеса покинула домівку, вступивши в лави місіонерської організації Сестри Лорето.
Після перебування в Ірландії, де вона вивчила англійську, щоб мати змогу навчати індійських дітей, Аґнеса поїхала до Індії в 1929 році, де поступила в послушниці монастиря Дарджілінг, розташованого в Гімалаях. В 1931 році вона прийняла першу обітницю, обравши собі ім'я Тереза на честь Терези з Лізьє, покровительки місіонерів. У 1937 році вона прийняла повну обітницю черниці. Черниця Тереза викладала в монастирській школі в Східній Калькутті, й хоча їй подобалося навчати дітей, вона дедалі більше переймалася бідністю, яка її оточувала. Із голодом 1943 року до міста прийшли страждання й смерть, а в 1946 році почалися запеклі сутички між індусами й мусульманами, що сповнили його розпукою й жахом. 
За своє життя на рахунок Католицької церкви перерахувала від 3 до 5 млрд доларів. 

## Погляди

###### Щодо страждання
Мати Тереза не дозволяла використовувати знеболювальні препарати до хворих. У своїй книзі «Місіонерська позиція» Крістофер Гітченс розповідає про інтерв’ю на камеру з Матір’ю Терезою, де вона згадувала, як сказала пацієнту, який страждав від болю під час останніх мук раку: 

«Ти страждаєш, як Христос на хресті. Отже, Ісус, мабуть, цілує тебе. "
Житель Гватемали, який помирає від СНІДу в Сан-Франциско і перед тим лікувався у госпісі мати Терези, благав не повертати його назад до закладу «Дар любові» Матері Терези, оскільки він не отримає відповідних анальгетиків; «колишня мати Тереза», про яку піклуються «у францисканців», де «ані він, ані священик не можуть сказати доброго слова про сестер під час «Подарунку любові»».  

Як заявила Мати Тереза під час візиту до Вашингтона у 1981 році:  
«Я вважаю, що для бідних дуже красиво прийняти свою долю, розділити її зі страстями Христа. Я вважаю, що страждання бідних дуже допомагають світу. Люди." 
Під час свого лікування в США використовувала анестезію.

###### Товариство зФрансуа Дювальє[13]
У січні 1981 року, в Порт-о-Пренсі , проводячи час разом із гаїтянською олігархією, (яка славилася жадібністю та безжальним застосуванням сили, щоб утримати бідних і знедолених), мати Тереза з цієї нагоди співала хвалу Мішель Дювальє, дружині гаїтянського диктатора Жан-Клода "Бебі Дока" Дювальє. Мати Тереза сказала:
"Незважаючи на те, що свого часу я багато зустрічала королів і президентів, я ніколи не бачила, щоб бідні люди були настільки знайомі зі своїм главою держави, як вони були з нею. Це був прекрасний урок для мене». 
Після цього Мати Тереза була нагороджена орденом Почесного легіону Гаїті.

###### ВшануванняЕнвера Ходжи
У серпні 1991 року, під час відвідування Албанії, після зустрічі високопоставленою комісією високопоставлених осіб зустрілася з вдовою Енвера Ходжі, яка відвела Терезу прямо до могили її покійного чоловіка.  Енвера Ходжа, був комуністом, розстрілював священників, закривав храми, поклала на його могилу вінок з квітами.
Через чотири роки, у 1993 році, Дом Ґєрджі, священик з Косово, який супроводжував Матір Терезу під час подорожі додому до Албанії, розповів, що матір запросила повернутися на батьківщину Неджміє Ходжа, вдова диктатора, яка сподівалася, що заступництво святої жінки зможе позбутися неземних явищ, які переслідували місце поховання її чоловіка. Лист із проханням прийти їй приніс Іллі Попа, один із найвірніших людей режиму та перекладач Ходжі.
Одразу після її прибуття, Матір Терезу відвезли до могили, де вона досить довго молилася. Після цього їй нарешті дозволили відвідати могили її матері та її сестри, які померли в Албанії у 1971 та 1974 роках, відповідно, без дозволу побачити їх.

###### Захист Чарльза Кіттінга[15][16]
У 1992 році Мати Тереза написала тоді ще невідомому судді Ленсу Іто, благаючи його проявити милосердя у винесенні вироку Чарльзу Кітінгу, засудженому в шахрайстві з кредитів і заощаджень 17 осіб на понад 900 000 доларів. Кітінг «завжди був добрим і щедрим до Божих бідних», заявила вона. Вона попросила Іто «зробити те, що зробив би Ісус».
Крістофер Гітченс зазначає невелику проблему, що 1,25 мільйона доларів, які Кітінг віддав бідним (або, точніше, організації Матері Терези), належали не зовсім йому. Це була частина 252 мільйонів доларів, які він звинуватив у крадіжці у вкладників Savings & Loan.
«Ви просите суддю Іто зазирнути в його серце — коли він виносить вирок Чарльзу Кітінгу — і зробити те, що зробив би Ісус», — написав прокурор Пол В. Терлі Матері Терезі у відповідь. «Я ставлю перед вами такий самий виклик. Запитайте себе, що зробив би Ісус, якби йому дали плоди злочину,... якби злодій використовував його, щоб заспокоїти його сумління? Я стверджую, що Ісус швидко і без вагань повернувся б викрадене майно його законним власникам. Ви повинні зробити те саме..."
«Три роки потому, - зазначає Гітченс, - містер Терлі не отримав відповіді».
Можна стверджувати, що вкрадені гроші, пожертвувані Кітінгом, не є більш ганебними, ніж вкрадені гроші, пожертвувані багатьма іншими мультимільйонерами, тим більше, оскільки жертвами пограбування не були болівійські шахтарі чи працівники потогінних цехів з Гаїті.
І все-таки, як зазначає Хітченс, Мати Тереза заявила у своєму репутаційному інтерв’ю Бі-Бі-Сі-ТВ, що «ми не можемо працювати на багатих; ми також не можемо приймати гроші за роботу, яку ми робимо». Її твердження про те, що багаті не отримують quid pro quo, помітно відсутні в її листі до судді Іто.
«Гроші, я про них ніколи не думаю. Вони завжди приходять. Господь їх посилає», — відомий вислів Матері Терези, який регулярно цитують її шанувальники. «Ми виконуємо Його роботу; Він забезпечує засоби. Якщо Він не дає нам засобів, це свідчить про те, що Він не хоче роботи. То чому хвилюватися?»

###### Критика абортів
З твердою позицією виступала проти абортів і розлучень. «Що б не говорили, потрібно сприймати все з усмішкою й працювати далі».
"Найбільшим руйнівником миру сьогодні є плач ненароджених дітей. Якщо мати може вбити свою власну дитину у кімнаті, то залишається для мене і для вас, як не вбити один одного?"
1988 року під час відвідування Лондону, мати Тереза намагалася вплинути на Маргарет Тетчер, аби розвинути законопроєкт, який обмежує аборти. Однак під час насильницької стерилізації Індіри Ганді, паломниця підтримала свою подругу.

###### Любов до багатства
Гітченс зазначає, що сама Мати Тереза «зареєструвалася в найкращих і найдорожчих клініках на Заході під час її серцевих проблем і старості». 
Користувалася приватним літаком, дозвіл на який отримала від Чарльза Кіттінга.

###### Ставлення до черниць
До своїх волонтерів у госпісі мати Тереза була агресивна та зневажала, особливо, коли ті просили відвести хворих до справжньої лікарні.

Черницям забороняли охолоджений сік у спекотні літні дні. Її сестрам дозволялося писати додому лише двічі на рік, їхні особисті листи ретельно перевірялися, іноді сама мати Тереза.  
Абсолютно нічого не відбувалося без дозволу Матері Терези. Молоді сестри проходили милі під палючим сонцем, часто босоніж, розпеченими тротуарами, тому що Мати Тереза наказала це робити. Будучи недорослим 12-річним хлопчиком, я ненавидів цього несправедливого, дрібного автократа.

## Госпіси
10 серпня 1946 року, подорожуючи під час відпустки до монастиря Лорето в Дарджілінгу, черниця Тереза відчула те, що вона охарактеризувала покликанням у покликанні: «Я повинна піти з монастиря й допомагати бідним, живучи їхнім життям. Це було веління. Не скоритися йому означало б зраду віри». Вона розпочала працювати серед бідних у 1948 році, замінивши чернечий одяг монастиря Лорето на просту бавовняну чіру з блакитним обрамленням. Спочатку вона заснувала школу в Мотіджгілі, а незабаром почала піклуватися про голодних і зневірених. Дуже швидко її зусилля стали відомими індійській владі. Прем'єр міністр висловив їй свою подяку.
Тереза писала в своєму щоденнику, що перший рік видався напрочуд важким. У неї не було прибутку, тож їй доводилося вижебрувати харчі й матеріали. Її переслідували сумніви, самотність і спокуса повернутися у затишок монастирського життя.
7 жовтня 1950 року Тереза отримала дозвіл Ватикану заснувати конгрегацію, яка незабаром перетвориться в Доброчинні місії. Їхнім завданням стало піклування, за її власними словами, «про голодних, голих, бездомних, скалічених, сліпих, прокажених, усіх тих, хто для суспільства небажаний, про кого воно не піклується, про людей, що стали тягарем для громади й від яких усі відсахуються». Почалося все з невеличкого ордену з 13 членів у Колката, нині це вже 4000 черниць на чолі сирітських притулків, закладів догляду за хворими на СНІД й центрів доброчинства в усьому світі. Вони доглядають за біженцями, сліпими, безпомічними, перестарілими, алкоголіками, бідними й бездомними, допомагають жертвам потопів, епідемій та голоду.
В 1952 році мати Тереза відкрила свій перший притулок для людей при смерті у приміщенні, яке їй надало місто Колката. За допомогою індійської влади вона перетворила покинутий індуїстський храм у Калігатський притулок для помираючих, де бідним надається безкоштовний догляд перед смертю. Вона перейменувала храм у Дім чистого серця (нірмал хрідей). 
Мері Лаудон, яка працювала в одному із них коментувала госпіси так:
"враження було, ніби я бачу кадри із нацистського концтабору: всі пацієнти були поголені наголо. Там не було стільців, лише натяжні ліжка-переноски як під час 1 світової війни. Там не було ні саду, ні подвір'я, нічого! 2 зали: в одному повільно помирають 50-60 чоловік, а в іншому 150-160 жінок. Майже ніякого лікування. Із ліків тільки аспірин та інші дешеві препарати. Крапельниць не вистачало, голки використовували багато разів без обробки. Монахині просто промивали їх холодною водою. На моє питання, чому їх не дезинфікують хоча б окропом, мені відповіли "це не потрібно. і на це нема часу".
На подарованій кареті швидкої допомоги не перевозили хворих, її використовували для пересування монахині.
Мати Тереза говорила, що для людей, які жили, як тварини, найкраща смерть — померти, як ангели, оточеними любов'ю і турботою. Незабаром вона відкрила притулок для тих, хто страждає від хвороби Гансена, відомої під назвою проказа, і назвала цей притулок Шанті Наґар (місто миру). Доброчинні місії відкрили в Колкаті кілька клінік, забезпечуючи їх ліками, бинтами і їжею.
Доброчинні місії збирали дедалі більше безпритульних дітей, тож мати Тереза відчула необхідність створити спеціальний притулок для них. У 1955 році вона відкрила Нірмала Шісту Бгаван — Дитячий будинок непорочного серця. Незабаром орден став приваблювати добровольців і доброчинні пожертвування, тож до початку 60-х відкрив притулки для бездомних дітей і прокажених по всій Індії. Мати Тереза розширила його діяльність на весь світ. Перший притулок за межами Індії відкрився у Венесуелі в 1965 році. Потім у Римі, Танзанії і Австрії у 1968 році. В 70-х діяльність ордену поширилася на багато країн Азії, Африки, Європи й Америки, включно з США.
Діяльність матері Терези викликала також критику. Відзначалося, що вона задовольняється тим, щоб не дати людям померти, а не бореться проти причин бідності. Критикувалися її погляди на страждання: відзначалося, що вона вірить в те, що страждання зближує людей із Ісусом. Медична преса, зокрема Ланцет і Британський медичний журнал повідомляли, що рівень медичної допомоги в притулках низький, зокрема те, що там використовуються багаторазові шприци, умови для життя погані, усіх пацієнтів купають в холодній воді, а також відсутність систематичної діагностики через нематеріалістичну позицію засновників. Однак прихильники матері Терези вважають, що ця критика часто є тенденційною і побудована на нерозумінні харизми цієї черниці.
Доктор Робін Фокс, редактор престижного британського медичного журналу The Lancet, відвідав її заклад у Калькутті в 1994 році. Він виявив, що такі очевидно діагностовані захворювання, як малярія, або неправильно діагностувалися, або не намагалися поставити діагноз. «Хіба хтось не міг поглянути на плівку крові? Розслідування, як мені сказали, рідко допустимі». Потім доктор Фокс запитав, як щодо діагностичних запитань, щоб визначити, чи багато пацієнтів піддаються лікуванню і не є смертельно хворими? «Знову ні. Такі систематичні підходи є чужими етосу дому. Мати Тереза віддає перевагу провидінню, аніж плануванню; її правила спрямовані на те, щоб запобігти будь-якому відхиленню до матеріалізму». Він зауважив, що сестри та волонтери, деякі з яких не мали медичних знань, , часто приймали рішення щодо догляду за пацієнтами через брак лікарів у хоспісі: «Є лікарі, які час від часу відвідують, — писав Фокс, — але зазвичай сестри та волонтери (деякі з них мають медичні знання) приймають рішення якнайкраще».  Фокс був свідком того, як одного пацієнта з високою температурою лікували парацетамолом і тетрацикліном, антибіотиком, а пізніше лікар поставив йому діагноз малярія, який призначив хлорохін .
Фокс також зазначив, що персонал або відмовився використовувати, або не мав доступу до фільмів крові чи «простих алгоритмів, які могли б допомогти сестрам розрізнити» виліковних і невиліковних пацієнтів: «Дослідження, як мені сказали, рідко допустимі». 

У 2008 році Хемлі Гонсалес, який протягом двох місяців працював волонтером в одному з будинків Матері Терези для бідних у Калькутті, коментував: 
"Я був шокований, виявивши жахливу недбалість, якою працює ця благодійна організація, що прямо суперечить загальному розумінню громадськістю їхньої роботи. Працівники промивали голки під водою з-під крана, а потім використовували їх повторно. Ліки та інші життєво важливі предмети зберігалися місяцями поспіль, термін придатності закінчувався, і все ще епізодично застосовувалися пацієнтам. Волонтери з незначною підготовкою або без неї виконували небезпечну роботу з пацієнтами з дуже заразними випадками туберкульозу та іншими небезпечними для життя хворобами. Особи, які керували благодійною організацією, відмовилися прийняти та впровадити медичне обладнання та обладнання, яке б безпечно автоматизувало процеси та рятувало життя. Після подальшого розслідування та дослідження я зрозумів, що всі події, свідком яких я був, були не чим іншим, як систематичним порушенням прав людини та фінансовою аферою величезних кримінальних масштабів. Жодного разу за свою шістдесятирічну історію ця організація, Місіонери милосердя, не повідомляла про загальну суму коштів, зібраних нею у вигляді пожертв, який відсоток використовується для адміністрування, чи куди було використано решту і як. Перебіжчики та незалежні журналісти назвали цифру з моменту заснування благодійної організації понад 1 мільярд доларів (і продовжує рости). Зараз місія управляє понад 700 будинками в більш ніж 100 країнах і утримує в середньому 4000 працівників, незважаючи на те, що постійно не надає статистичні дані про ефективність їхньої роботи." 

## Міжнародна діяльність
У 1982 році, під час облоги Бейруту, мати Тереза врятувала 37 дітей, що не могли вибратися із прифронтового шпиталю, порушивши угоду про тимчасове припинення вогню між армією Ізраїлю й палестинськими повстанцями. У супроводі працівників Червоного хреста вона пройшла крізь зону бойових дій до розбомбленого шпиталю й евакуювала юних пацієнтів.
Коли впала Залізна завіса, вона поширила свою діяльність на комуністичні країни, які раніше вороже ставилися до Доброчинних місій, започаткувавши там десятки різних проєктів. 
Мати Тереза привозила допомогу голодним у Ефіопії, постраждалим від радіоактивного опромінення в Чорнобилі, жертвам землетрусу у Вірменії. В 1991 році вона вперше за багато років повернулася на батьківщину, відкривши Братський будинок місії доброчинності в Албанській столиці Тирані.
11 грудня 1984 року, після Трагедія Бхопала, аварії на американському заводі в Індії, де загинуло близько 25 тисяч людей, почався протест проти компанії заводу. Мати Тереза відвідала місце аварії і порадила жертвам катастрофи, пробачити, змиритися і молитися, оскільки цю трагедію люди самі заслужили і це покарання від Бога. Цими проповідями вона зупинила  протест. Після цього на її рахунку з'явилася велика сума. 
До 1996 року під її керівництвом діяли 517 місій в понад 100 країнах світу.

## Погіршення здоров'я і смерть
Мати Тереза пережила серцевий напад у Римі в 1983 році під час відвідин папи Івана Павла II. При другому нападі в 1989 році їй вживили електрокардіостимулятор. В 1991 році в Мексиці проблеми із серцем повторилися. Вона запропонувала свою відставку з поста керівника Доброчинних місій. Але таємне голосування серед черниць вирішило, що вона повинна залишитися. Мати Тереза погодилася продовжувати працювати.
У квітні 1996 року мати Тереза впала й зламала ключицю. У серпні вона зазнала приступ малярії, знову відмовило серце. Їй зробили операцію на серці, але стало зрозумілим, що вона згасає. 13 березня 1997 року вона покинула пост керівника місій, а 5 вересня, через 7 днів після 87-го дня народження, померла.
Калькутський архієпископ Генрі Себастьян Д'Суза розповів, що, коли її вперше госпіталізували з хворобою серця, він за її згодою звелів священникам здійснити екзорцизм над нею, бо подумав, що її хвороба, можливо, — витівки диявола.
На момент смерті матері Терези Доброчинні місії налічували 4000 сестер, 300 братів і близько 100 000 волонтерів, вони працювали в 610 місіях в 123 країнах світу.

## Оцінки діяльності

### Позитивні
Перед похованням тіло матері Терези лежало в соборі святого Томаса протягом тижня. Індійський уряд влаштував поховання на державному рівні, дякуючи їй за її служіння бідним людям усіх релігій. Мати Тереза отримала державне визнання задовго до смерті. Ще в 1962 році її нагородили високою відзнакою Падма Шрі. Того ж року вона отримала нагороду Рамон Маґсайсай від уряду Філіппін. В 1972 році вона отримала премію Джавахарлала Неру, а в 1980-му — найвищу нагороду Індії — Бхарат Ратна.
На початку 1970-х мати Тереза стала всесвітньо відомою. Певною мірою її слава завдячує документальному фільму «Щось красиве для Бога», знятого в 1969 році Малькомом Маґґеріджом. Знімаючи фільм, Маґґерідж сам пережив духовний злам, який навернув його до католицизму.

### Негативні
Не всі в Індії ставилися схвально до її діяльності. Аруп Чатерджі, який народився й виріс в Колкаті, але проживає в Англії, повідомляє, що вона не була значною особою в Колкаті. Він звинувачує матір Терезу тому, що вона створила негативний образ його рідного міста. Її діяльність і відомість дратувала частину індійського політичного світу, бо вона часто виступала проти правого крила індуїстів. У партії Бгаратья джаната з нею часто виникали сутички через недоторканних-християн, але все ж її представник прийшов на похорони. Партія Вішва гінду парісад виступила проти рішення уряду про державні похорони, стверджуючи, що вона в першу чергу служила церкві, а її громадська робота не більше, ніж попутня справа. 
Її також звинувачували в кращому ставленні до християн і таємному хрещенні людей, що помирали в її притулках. Критикувалися також публічні виступи матері Терези проти абортів. Нещодавно індійська газета «Телеграф» назвала її «святою зі смітника» і звернулася до Риму із закликом розслідувати, чи вона справді зробила щось для покращення становища бідних, чи піклувалася про хворих тільки задля сентиментально-моральної пропаганди. Подібні негативні оцінки висловлювалися на заході неодноразово.
1963 року, під час землетрусу в Скоп'є, Македонії, мати Тереза не долучилася допомогою та фінансуванням постраждалим. 
1984 року, після Трагедія Бхопала, аварії на американському заводі в Індії, де загинуло близько 25 тисяч людей, почався протест проти компанії заводу. Мати Тереза відвідала місце аварії і порадила постраждалим, пробачити, змиритися і молитися, бо цю трагедію люди самі заслужили і це покарання від Бога. Цими проповідями вона зупинила  протест. Після цього на її рахунку з'явилася велика сума. 
1993 року, під час землетрусу в провінції Латур в Індії, де 5 млн людей опинилося на вулиці. Багато організацій побудували житло для таких людей. Мати Терезу часто бачили на фоні цих будинків, однак до спонсорування не доєднувалася. 
Коли журналісти до неї піднімали фінансові питання, вона радила їм поговорити з Богом. 
За перевірками на благочинність з її фонду виділяли 7%.

## Вшанування пам'яті
- Пам'ятник Святій Матері Терезі в місті Скоп'є.
- Пам'ятник Святій Матері Терезі в місті Москва.
- У 2009 році у місті Скоп'є, де народилась Мати Тереза, відкрито меморіальний будинок-музей.
- На честь неї названий Міжнародний аеропорт Тирани імені матері Терези.
- На честь неї названий Кафедральний Собор Святої Мати Терези в Приштіні.
- На честь її назвали астероїд — 4390 Мадретереза.
- З 2013 року 5 вересня (день її смерті) відзначається як Міжнародний день благодійності[37]

### У кінематографі
- 8 листопада 1994 року вийшов документальний фільм "Ангели смерті. Мати Тереза", в якому волонтерки з її госпісу розповідають реалії лікування.
- У 2003 році вийшов художній фільм «Мати Тереза Калькутська».

## Канонізація
У 1971 році папа Павло VI нагородив Матір Терезу першою премією миру імені папи Іоанна XXIII. У 1976 році вона отримала нагороду «Pacem in Terris».
У 1997 році, після смерті, почалася процедура введення Матері Терези до числа святих. Однак це відбувалося з порушенням, оскільки причислення особи до святих можливе лише після 5 років після смерті. 
19 жовтня 2003 року Папою Іоаном Павлом II Мати Терезу проголошено блаженною.
4 вересня 2016 року, під час богослужіння на площі Святого Петра у Ватикані, Папа Римський Франциск проголосив Матір Терезу святою. День пам'яті Святої Матері Терези - 5 вересня.